# Саломеа Кемпнер
Саломеа Кемпнер (на полски: Salomea Kempner) е полски психоаналитик и една от най-важните жени, участвали в началната фаза на психоанализата.

## Биография
Родена е на 16 март 1880 година в Плоцк, Полша. Следва в Берн и Цюрих (Швейцария) медицина и 1909 представя дисертацията си със заглавие „Опити за доказване на наркозата на нервите с помощта на микроскоп“. От 1912 до 1921 г. тя е помощник-лекар в кантонната клиника за душевно болни в Цюрих. През 1919 става член на Швейцарското психоаналитично общество, а от 1922, заедно с Лу Андреас-Саломе, е приета и във Виенското психоаналитично общество, където през 1923 г. с доклада си „Оралният садизъм“ получава дълбоко признание. Текстът се появява 1925 г. като добавка към „Международното списание за психоанализа“ и днес още е широко популярен в сферата на психологията.
Умира през 1940 година в Полша на 59-годишна възраст.

## Публикации
- Beitrag zur Oralerotik. IZP 11, 1925, 69 – 77.
- Some remarks on oral erotism. IJP 6, 1925, 419 – 429.